# Даллас (округ, Арканзас)
Да́ллас (англ. Dallas County) — округ, расположенный в штате Арканзас, США. Столица округа — город Фордайс. Округ Даллас был образован 1 января 1845 года, став 49-м по счёту округом Арканзаса, и получил своё название в честь бывшего вице-президента США Джорджа Далласа.
Население по данным переписи 2000 года — 9210 человек.

## География
По данным Бюро переписи населения США округ Даллас имеет общую площадь в 1730 км², из которых 1728 км² занимает земля и 3 км² — вода. Площадь водных ресурсов округа составляет 0,11 % от всей его площади.

### Соседние округа
- Грант — северо-восток
- Кливленд — восток
- Калхун — юго-восток
- Уошито — юго-запад
- Кларк — запад
- Хот-Спринг — северо-запад

## Демография

Диаграмма распределения населения округа по возрастным диапазонам. Данные переписи населения 2000 года

По данным переписи населения 2000 года в округе Даллас проживало 9210 человек, 2431 семей, насчитывалось 3519 домашних хозяйств и 4401 жилых домов. Средняя плотность населения составляла 5 человек на км². Расовый состав округа по данным переписи распределился следующим образом: 56,96 % белых, 40,98 % чёрных или афроамериканцев, 0,24 % коренных американцев, 0,23 % азиатов, 0,59 % смешанных рас, 1,01 % — других народностей. Испано- и латиноамериканцы составили 1,92 % от всех жителей округа.
Из 3519 домашних хозяйств в 29,60 % — воспитывали детей в возрасте до 18 лет, 51 % представляли собой совместно проживающие супружеские пары, в 13,80 % семей женщины проживали без мужей, 30,90 % не имели семей. 28,30 % от общего числа семей на момент переписи жили самостоятельно, при этом 13,90 % составили одинокие пожилые люди в возрасте 65 лет и старше. Средний размер домашнего хозяйства составил 2,48 человек, а средний размер семьи — 3,03 человек.
Население округа по возрастному диапазону по данным переписи 2000 года распределилось следующим образом: 26,20 % — жители младше 18 лет, 8,30 % — между 18 и 24 годами, 24,50 % — от 25 до 44 лет, 24,10 % — от 45 до 64 лет и 17,00 % — в возрасте 65 лет и старше. Средний возраст жителей округа составил 38 лет. На каждые 100 женщин в округе приходилось 94,30 мужчин, при этом на каждых сто женщин 18 лет и старше приходилось 91,90 мужчин также старше 18 лет.
Средний доход на одно домашнее хозяйство в округе составил 26 608 долларов США, а средний доход на одну семью в округе — 32 630 долларов. При этом мужчины имели средний доход в 28 538 долларов США в год против 17 884 долларов США среднегодового дохода у женщин. Доход на душу населения в округе составил 14 610 долларов США в год. 13,30 % от всего числа семей в округе и 18,90 % от всей численности населения находилось на момент переписи населения за чертой бедности, при этом 23,80 % из них были моложе 18 лет и 20 % — в возрасте 65 лет и старше.

## Главные автодороги
- US 79
- US 167
- AR 7
- AR 8
- AR 9
- AR 46
- AR 48

## Населённые пункты
- Картидж
- Фордайс — столица округа
- Спаркмен